# Caroline Beach
Caroline Beach – plaża (beach) w kanadyjskiej prowincji Nowa Szkocja, w hrabstwie Kings, na wybrzeżu zatoki Scots Bay (45°14′12″N, 64°29′14″W); nazwa urzędowo zatwierdzona 4 maja 1976.